# Hartmut Fähndrich
Hartmut Fähndrich (* 14. Oktober 1944 in Tübingen) ist ein deutscher Islamwissenschaftler und Übersetzer aus dem Arabischen ins Deutsche.

## Leben
Fähndrich studierte ab 1966 in Tübingen, Münster und Los Angeles Semitistik, Islamwissenschaften und Philosophie. Seit 1978 lebt er in der Schweiz und lehrte bis zu seinem 70. Lebensjahr an der ETH Zürich Arabisch und Islamische Kulturgeschichte.
Seine Laufbahn als Übersetzer literarischer Werke begann er in den 1980er Jahren mit der Übertragung der Romane des palästinensischen Schriftstellers Ghassan Kanafani ins Deutsche. Von 1984 bis 2010 war Fähndrich Herausgeber der Reihe Arabische Literatur beim Schweizer Lenos Verlag. Er war 1990 Gründungsmitglied und bis 1996 Präsident der schweizerischen Gesellschaft Mittlerer Osten und Islamische Kulturen.
Wegen des Verdiensts, mehr als 100 belletristische Werke der arabischen Literatur, darunter 40 Romane, ins Deutsche übersetzt zu haben, erhielt Fähndrich zahlreiche Auszeichnungen. Dazu zählen der vom Verband deutschsprachiger Übersetzer literarischer und wissenschaftlicher Werke verliehene Hieronymusring (1995). Im Jahr 2004 erhielt er den Übersetzerpreis der Arabischen Liga, 2005 den Anerkennungspreis des Großen Literaturpreises des Kantons Bern und 2016 den Spezialpreis Übersetzung der Schweizer Literaturpreise. 2018 wurde ihm für sein Lebenswerk der Scheich-Hamad-Preis für Übersetzung und internationale Verständigung in Katar verliehen. 2023 erhielt er auf der Sharjah International Book Fair (SIBF) den Turjuman-Übersetzerpreis des Emirats Schardscha für seine Übersetzung von Raja Alems Roman Das Halsband der Tauben und sein langjähriges Engagement für die arabische Literatur. Gemeinsam mit ihm wurde der Schweizer Unionsverlag geehrt, bei dem die Übersetzung erschienen ist.

## Werke
- Arabistik. Bern 1985
- Nagib Machfus. München 1991

## Herausgeberschaft
- Das Vermächtnis des Islams, 2 Bände, Artemis & Winkler, Zürich 1980

1. ISBN 3-7608-4524-X
2. ISBN 3-7608-4527-4

- Vererbte Macht: Monarchien und Dynastien in der arabischen Welt. Campus, Frankfurt am Main 2005 ISBN 3-593-37733-0

## Übersetzungen
- Jachja Taher Abdallah: Menschen am Nil, Basel 1989
- Sinan Antoon: Irakische Rhapsodie, Basel 2009
- Alaa Al-Aswani: Chicago, Basel 2008
- Alaa Al-Aswani: Ich wollt’, ich würd’ Ägypter, Basel 2009
- Alaa Al-Aswani: Im Land Ägypten, Frankfurt am Main 2011
- Alaa Al-Aswani: Der Jakubijân-Bau, Basel 2007
- Raja Alem: Das Halsband der Tauben. Zürich 2013
- Salwa Bakr: Atijas Schrein, Basel 1992
- Salwa Bakr: Die einzige Blume im Sumpf, Basel 1994
- Asmi Bischara: Checkpoint, Basel 2006
- Muhammad al-Bissati: Häuser hinter den Bäumen, Basel 2005
- Muhammad al-Bissati: Hunger, Basel 2010
- Edwar al-Charrat: Safranerde, Basel 1990
- Edwar al-Charrat: Die Steine des Bobello, Basel 2000 (übersetzt zusammen mit Edward Badeen)
- Driss Chraïbi: Ermittlungen im Landesinnern, Roman aus Marokko. Lenos Verlag, Basel 1992, ISBN 3-85787-209-8.
- Raschid al-Daïf: Lieber Herr Kawabata, Basel 1998.
- Hassan Dawud: Tage zuviel, Basel 2002.
- Abdalkader al-Dschanabi: Vertikale Horizonte, Basel 1997  (übersetzt zusammen mit Larissa Bender)
- Mansura Eseddin: Hinter dem Paradies, Zürich 2011
- Gamal al-Ghitani: Seini Barakat, Basel 1988
- Der Islam von den Anfängen bis zur Eroberung von Konstantinopel, Zürich

1. Die politischen Ereignisse und die Kriegführung, 1981
2. Religion und Gesellschaft, 1982

- Ibn Challikân: Die Söhne der Zeit, Stuttgart 1984
- Emil Habibi: Der Peptimist oder Von den seltsamen Vorfällen um das Verschwinden Saids des Glücklosen, Basel 1992 (übersetzt zusammen mit Ibrahim Abu Hashhash)
- Emil Habibi: Sarâja, das Dämonenkind, Basel 1998 (übersetzt zusammen mit Nuha Forst und Angelika Rahmer)
- Emil Habibi: Das Tal der Dschinnen, Basel 1993 (übersetzt zusammen mit Edward Badeen)
- Iman Humaidan: B wie Bleiben wie Beirut, Basel 2007
- Sonallah Ibrahim: Der Prüfungsausschuß, Basel 1987
- Jussuf Idris: Ein fleischliches Haus, Basel 1995
- Jussuf Idris: Die Sünderin, Basel 1995
- Jordanische Texte, Solothurn 2006 (übersetzt zusammen mit Stephan Milich)
- Ibn Jumay: Treatise to Ṣalāḥ-ad-Dīn on the revival of the art of medicine, Wiesbaden 1983
- Ghassan Kanafani: Männer in der Sonne, Basel 1985
- Ghassan Kanafani: Palästinensische Erzählungen, Basel

1. Das Land der traurigen Orangen, 1983
2. Bis wir zurückkehren, 1984

- Abdalhakim Kassem: Die sieben Tage des Menschen, Basel 2005
- Abdalhakim Kassem: Vom Diesseits und vom Jenseits, Basel 2004
- Khaled Khalifa: Keine Messer in den Küchen dieser Stadt, Hamburg 2020
- Khaled Khalifa: Der Tod ist ein mühseliges Geschäft, Reinbek 2018
- Sahar Khalifa: Der Feigenkaktus, Zürich 1983
- Sahar Khalifa: Die Sonnenblume, Zürich 1986 (übersetzt zusammen mit Edward Badeen)
- Ibrahim al-Koni: Blutender Stein, Basel 1995
- Ibrahim al-Koni: Goldstaub, Basel 1997
- Ibrahim al-Koni: Ein Haus in der Sehnsucht, Basel 2003
- Ibrahim al-Koni: Das Herrscherkleid, Basel 2010
- Ibrahim al-Koni: Die Magier, Basel 2001
- Ibrahim al-Koni: Meine Wüste, Basel 2007
- Ibrahim al-Koni: Nachtkraut, Basel 1999
- Ibrahim al-Koni: Die Puppe, Basel 2008
- Ibrahim al-Koni: Schlafloses Auge, Basel 2001
- Ibrahim al-Koni: Die steinerne Herrin, Basel 2004
- Ibrahim al-Koni: Die verheißene Stadt, Basel 2005
- Libanesische Texte, Solothurn 2007
- Nagib Machfus: Das junge Kairo, Zürich 2011
- Nagib  Machfus: Die Kneipe zur Schwarzen Katze, Berlin 1993 (übersetzt zusammen mit Susanne Enderwitz und Doris Kilias)
- Nagib Machfus: Die segensreiche Nacht, Zürich 1994 (übersetzt zusammen mit Wiebke Walther)
- Muhammad al-Machsangi: Eine blaue Fliege, Basel 1987
- Abdalrachman Munif: Geschichte einer Stadt, Basel 1996 (übersetzt zusammen mit Larissa Bender)
- Muhammad Mustagab: Irrnisse und Wirrnisse des Knaben Numân. Blutbrennen, Basel 2009 (übersetzt zusammen mit Edward Badeen)
- Hamida Naana: Keine Räume mehr zum Träumen, Basel 1994
- Hassan Nasr: Dar al-Pascha, Basel 2001
- Emily Nasrallah: Flug gegen die Zeit, Basel 1991
- Pappschachtelstadt, Basel 1991
- Qusṭā Ibn Lūqā: Abhandlung über die Ansteckung, Stuttgart 1987
- Latifa al-Sajjat: Durchsuchungen, Basel 1996
- Samîra, Zürich 2008
- Hanan al-Shaykh: Zwei Frauen am Meer, Hamburg 2002
- Chaled Sijade: Freitag. Sonntag, Basel 1996
- Sakarija Tamer: Die Hinrichtung des Todes, Basel 2004 (übersetzt zusammen mit Ulrike Stehli-Werbeck)
- Majj al-Tilmissani: Dunjasâd, Basel 1999
- Najem Wali: Bagdad. Erinnerungen an eine Weltstadt, München 2015
- Atef Abu Saif: Leben in der Schwebe, Bremen : Sujet, 2024, ISBN 978-3-96202-143-6